# Louis-François Ripault de La Cathelinière
Louis-François Charles Ripault de La Cathelinière, né au manoir de la Mégerie à Frossay en 1768, guillotiné à Nantes le 2 mars 1794, est un militaire français et un chef royaliste de la guerre de Vendée.

## Biographie
Originaire du pays de Retz, fils de François Claude Ripault, chevalier, sieur de la Cathelinière, et de Louise Elisabeth Dorion, Ripault de La Cathelinière s'empara de Port-Saint-Père au début de la guerre de Vendée.
Le 12 mars, il attaque sans succès la ville de Paimbœuf. Le 23 mars, il participe à la prise de Pornic, qui se termine cependant par une déroute pour les insurgés après une contre-attaque républicaine. Le 24 mars, il s'installe à Bourgneuf-en-Retz, où il fait fusiller douze patriotes. Il abat lui-même d'un coup de pistolet le maire de la ville, Pierre Mourain.
Le 12 janvier 1794, il est battu par Haxo à la Bataille de la forêt de Princé. Vers le début février, il est grièvement blessé dans des circonstances obscures. D'après Le Bouvier-Desmortiers : « des traîtres le blessèrent dangereusement de deux balles dans le bas-ventre ».
Il se réfugie dans sa ferme du Moulinet, mais il est découvert, caché sous un pressoir, et capturé par des soldats républicains,. Sa retraite aurait été découverte par un volontaire à la poursuite d'une poule,,.
Il est conduit à Nantes où il est interrogé par le général Turreau et les représentants en mission,. Il nie avoir participé aux massacres de Machecoul et déclare que « la levée de la première réquisition et les horreurs commises avaient procuré beaucoup de recrues à son parti »,. À l'accusation qui lui est faite d'avoir « fanatisé le peuple et tout mis à feu et à sang pour la religion et pour le roi », il répond : « Vous méritez le même reproche, puisque vous sacrifiez le peuple pour la liberté qui n'est qu'une chimère »,.
La Cathelinière est condamné à mort le 2 mars 1794 et guillotiné le jour même.

## Regards contemporains
« M. de La Cathelinière [...] n'était peut-être pas aussi cruel qu'on l'a cru généralement ; jamais je ne l'ai vu assister à aucune exécution, mais son opinion était qu'il fallait tuer les patriotes ou se disposer à être tué par eux. Beaucoup de gens condamnèrent alors sa manière de voir ; M. Charette lui écrivit pour lui recommander plus de douceur ; on fut forcé de se rendre à son avis lorsque les prisonniers que nous avions renvoyés sur parole revinrent plus furieux se battre contre nous. [...] Sans éducation mais fort brave, M. de La Cathelinière avait les qualités nécessaires pour commander des paysans. J'ai vu la moitié de son armée révoltée contre lui ; c'était à l'occasion d'un nommé Messin, commandant de la cavalerie à qui il faisait une réprimande. Messin dans l'ivresse tira son sabre. M. de La Cathelinière était sans arme : il le saisit au collet, l'entraîne au quartier général et le condamne à être fusillé ; les habitants des quatre paroisses s'attroupent pour ravoir leur chef, leur ami, celui qui les a conduits à la victoire ; le Général seul au milieu d'eux appelle ses soldats, range l'armée en bataille et fait désarmer tous les mutins ; on n'éprouva pas la moindre résistance. L'instant d'après il accorda la grâce au coupable et rendit les armes à un chacun. Ce trait annonce l'homme fait pour commander. »

— Pierre-Suzanne Lucas de La Championnière